# Pulkkilanharju
L'esker de Pulkkila (finnois : Pulkkilanharju) est un esker de huit kilomètres de long situé dans la municipalité d'Asikkala en Finlande. 
Il fait partie du parc national du Päijänne.

## Présentation
Pulkkilanharju fait partie d'une chaine d'eskers.
Bien que le Pulkkilanharju se divise en îles, comme l'Île centrale et l'Île septentrionale, il se présente néanmoins comme une formation unique au fond du lac et seuls les points les plus élevés de la crête émergent du lac.
De nos jours, la route régionale 314 relie Sysmä à Vääksy le long de l'esker et traverse les détroits entre les îles par des ponts ou des talus,.
L'eau des parties centrales du lac Päijänne s'écoule par Asikkalanselkä jusqu'aux rapides de Kalkkinen et au canal de Kalkkinen, puis jusqu'au fleuve Kymijoki.
Les bateaux de navigation intérieure entre Lahti et Jyväskylä et les voyages entre Vääksy, Kelvenne et Padasjoki s'arrêtent au détroit Karinsalmi du Pulkkilanharju.

## Biographie
- (fi) Osmo Ruottinen, Asikkalan Pulkkilaharju–Muuttolintujen väylä Päijänteellä, Päijät-Hämeen lintutieteellinen yhdistys, 2010 (lire en ligne)

- (fi) Marjatta Koivisto (ed.), Jääkaudet, Porvoo, WSOY, 2004 (ISBN 951-0-29101-3)